# Hartwith cum Winsley
Hartwith cum Winsley är en civil parish i Storbritannien. Den ligger i grevskapet North Yorkshire och riksdelen England, i den centrala delen av landet, 300 km norr om huvudstaden London.